# Elgérus
Elgérus är en svensk släkt som härstammar från hemmansägaren Sune Nilsson (1695-ca 1742) i Vrånghult, Älghults socken, Kronobergs län. Hans barn antog släktnamnet efter hemsocknen.
Bland Sune Nilssons söner märks handlaren i Linköping Peter Elgérus (1723-1788) som instiftade det Elgeriska stipendiet och handlaren Daniel Elgérus (ca 1736-1785) för vars söner Jöns Jacob Berzelius var informator. Av Daniel Elgérus söner märks Carl Fredrik Elgérus (1785-1864) som blev borgmästare i Nyköping och handlaren och rådmannen i Norrköping Daniel Gustaf Elgérus (1782-1864)
Mest känd är hans sonsons son färgeridirektören Daniel Julius Elgérus (1817-1903), som genom sitt 1843 grundade företag i Örebro bl.a. lanserade ett välkänt, färgäkta mörkblått yllegarn Elgéri mörkblått. I Örebro var han känd för sina starka sociala och kyrkliga intressen och donerade grundplåten till Olaus Petri kyrka, Örebro. Han ägde och bodde i den efter honom uppkallade s.k. Elgérigården nära Svartån i Örebro, som vid den förödande stadsbranden den 23 mars 1854 undgick eldsvådan och ännu är bevarad. Hans färgeri, blekeri och tvättinrättning låg fr.o.m. 1875 vid Västå, där Hagabrohus ligger idag.
Hans dotter Frederique (1852-1928) gifte sig med sparbankskamreren i Örebro, Claes Bergman (1846-1915) och de fick sonen Hjalmar Bergman (1883-1931), den berömde författaren, som i dopet fick namnet Elgérus som ett av sina förnamn. I hans roman En döds memoarer (1918) anses "biskop Arnberg" ha lånat drag av D.J. Elgérus och "biskopsgården" ha en förebild i Elgérigården i Örebro. 
Släktnamnet har förts vidare till nutiden genom Daniel Julius Elgérus dotter Eva, gift med barnläkaren i Stockholm Hugo Andersson (1867-1913); deras barn upptog namnet och kallade sig Elgérus.